# Docalidia longifragilis
Docalidia longifragilis är en insektsart som beskrevs av Nielson 1979. Docalidia longifragilis ingår i släktet Docalidia och familjen dvärgstritar. Inga underarter finns listade i Catalogue of Life.